# Mistrzostwa Polski w Podnoszeniu Ciężarów 2021
Mistrzostwa Polski w Podnoszeniu Ciężarów 2021 – 91. edycja mistrzostw, która odbyła się w dniach 26–29 listopada 2020 roku na hali Atlety w Gdańsku. W mistrzostwach wystartowały również kobiety, dla których była to 28. edycja mistrzostw. Obok zawodów seniorów i seniorek odbyły się także Młodzieżowe Mistrzostwa Polski do lat 23.

## Wyniki

### Mężczyźni
| Konkurencja | Złoto                                   | Wynik            | Srebro                                | Wynik            | Brąz                                      | Wynik            |
| 55 kg       | Maciej Gumuliński (MOS Opole)           | 200 kg (86+114)  | Tomasz Komorowski (MOS Opole)         | 195 kg (82+113)  | Karol Maksymowicz (Agros Zamość)          | 178 kg (80+98)   |
| 61 kg       | Tomasz Rosoł (Górnik Polkowice)         | 238 kg (108+130) | Hubert Pietrzak (Nida Nidzica)        | 232 kg (105+127) | Marcin Wiatrowicz (Tarpan Mrocza)         | 220 kg (100+120) |
| 67 kg       | Kacper Urban (Budowlani Opole)          | 270 kg (124+146) | Szymon Rotnicki (Zamek Gołańcz)       | 268 kg (123+145) | Marek Komorowski (MOS Opole)              | 245 kg (110+135) |
| 73 kg       | Piotr Kudłaszyk (Budowlani Nowy Tomyśl) | 285 kg (128+157) | Konrad Łazuga (MOK Terespol)          | 272 kg (127+145) | Michał Marczak (Impuls Warszawa)          | 269 kg (117+152) |
| 81 kg       | Patryk Bęben (Mazovia Ciechanów)        | 320 kg (140+180) | Łukasz Mruk (AZS UJD Częstochowa)     | 293 kg (127+166) | Łukasz Ławecki Olimpijczyk Łuków)         | 292 kg (128+164) |
| 89 kg       | Krzysztof Zwarycz (Budowlani Opole)     | 325 kg (150+175) | Mateusz Skulimowski (Budowlani Opole) | 320 kg (145+175) | Tadeusz Biega (Tytan Oława)               | 291 kg (131+160) |
| 96 kg       | Bartłomiej Adamus (Zawisza Bydgoszcz)   | 345 kg (158+187) | Paweł Kulik (Budowlani Opole)         | 326 kg (146+180) | Daniel Kołecki (Górnik Polkowice)         | 315 kg (140+175) |
| 102 kg      | Łukasz Centkowski (UMLKS Radomsko)      | 328 kg (150+188) | Daniel Godasz (Wisła Puławy)          | 334 kg (147+187) | Jakub Michalski (Górnik Polkowice)        | 323 kg (140+183) |
| 109 kg      | Arsen Kasabijew (Tarpan Mrocza)         | 361 kg (160+201) | Marcin Izdebski (Budowlani Opole)     | 355 kg (165+190) | Igor Osuch (Horyzont Mełno)               | 310 kg (140+170) |
| +109 kg     | Arkadiusz Michalski (Budowlani Opole)   | 380 kg (165+215) | Olaf Pasikowski (Budowlani Opole)     | 339 kg (152+187) | Maciej Juchimiuk (AZS-AWF Biała Podlaska) | 320 kg (150+170) |
| Sinclair    | Arkadiusz Michalski (Budowlani Opole)   | 380 kg (165+215) | Arsen Kasabijew (Tarpan Mrocza)       | 361 kg (160+201) | Bartłomiej Adamus (Zawisza Bydgoszcz)     | 345 kg (158+187) |

### Kobiety
| Konkurencja | Złoto                                                 | Wynik            | Srebro                                     | Wynik           | Brąz                                      | Wynik           |
| 45 kg       | Oliwia Drzazga (UMLKS Radomsko)                       | 128 kg (57+71)   | Amelia Łodzińska (Polwica Wierzbno)        | 115 kg (52+63)  | Paulina Kudłaszyk (Budowlani Nowy Tomyśl) | 112 kg (48+64)  |
| 49 kg       | Klaudia Celińska-Mysław (WLKS Siedlce)                | 136 kg (60+76)   | Karolina Kropidłowska (Zawisza Bydgoszcz)  | 129 kg (57+72)  | Agnieszka Kuczmaszewska (Agros Zamość)    | 128 kg (58+70)  |
| 55 kg       | Katarzyna Kraska (Budowlani Opole)                    | 163 kg (72+91)   | Dominika Misterska-Zasowska (WLKS Siedlce) | 153 kg (70+83)  | Milena Pawlos (LKS Dobryszyce)            | 136 kg (64+72)  |
| 59 kg       | Monika Szymanek (LKS Dobryszyce)                      | 185 kg (79+106)  | Monika Dzienis (Talent Wrocław)            | 165 kg (78+87)  | Ewa Kopczak (LKS Dobryszyce)              | 185 kg (79+106) |
| 64 kg       | Monika Marach (Tarpan Mrocza)                         | 200 kg (92+108)  | Wiktoria Wołk (Tarpan Mrocza)              | 197 kg (88+109) | Patrycja Andrejczuk (Talent Wrocław)      | 161 kg (76+85)  |
| 71 kg       | Małgorzata Wiejak (Zawisza Bydgoszcz)                 | 205 kg (93+112)  | Emilia Rechul (Agros Zamość)               | 194 kg (84+110) | Julita Król (HKS Szopienice)              | 188 kg (85+103) |
| 76 kg       | Jolanta Wiór (Andaluzja Piekary Śląskie)              | 212 kg (95+117)  | Maria Karolak (Włókniarz Konstantynów)     | 194 kg (97+107) | Martyna Dołęga (WLKS Siedlce)             | 181 kg (80+101) |
| 81 kg       | Weronika Zielińska-Stubińska (AZS-AWF Biała Podlaska) | 224 kg (103+121) | Agnieszka Rak (Znicz Biłgoraj)             | 193 kg (88+105) | Milena Rutkowska (Mazovia Ciechanów)      | 188 kg (84+104) |
| 87 kg       | Kinga Kaczmarczyk (Tytan Oława)                       | 214 kg (97+117)  | Diana Flak (Unia Hrubieszów)               | 178 kg (78+100) | Natalia Fota (Wisła Puławy)               | 172 kg (74+98)  |
| +87 kg      | Magdalena Pasko (Lechia Sędziszów Małopolski)         | 201 kg (91+110)  | Ewa Mizdal-Usowska (Unia Hrubieszów)       | 197 kg (86+111) | Julia Janiak (Unia Hrubieszów)            | 192 kg (85+107) |
| Sinclair    | Weronika Zielińska-Stubińska (AZS-AWF Biała Podlaska) | 224 kg (103+121) | Monika Marach (Tarpan Mrocza)              | 200 kg (92+108) | Wiktoria Wołk (Tarpan Mrocza)             | 197 kg (88+109) |